# Josep Rodoreda i Santigós
Josep Rodoreda i Santigós (Barcelona, 13 de febrer de 1851 - Buenos Aires, l'Argentina, 9 d'octubre de 1922) fou un músic i compositor.

## Biografia
Fou fill de Ramon Rodoreda i Bonifaci, de Valls, i d'Antònia Santigós, de Barcelona.
Va compondre quasi quatre-centes obres de diferents gèneres, moltes d'elles guardonades als diferents certàmens on va participar. La seva obra més cèlebre és el Virolai de la Mare de Déu de Montserrat (1880), conegut popularment amb el nom de Virolai, amb lletra de Jacint Verdaguer. Continuà la tasca de Clavé després de la seva mort (1874).
Va estudiar música a l'Escolania de Nostra Senyora del Remei a Barcelona, sota la direcció de Nicolau Manent. Fou professor de piano del conservatori del Liceu del 1875 fins al 1883. Fou mestre director de la Societat Coral Euterpe del 1876 fins al 1886. El 1878 fou nomenat membre numerari de la Reial Acadèmia de Ciències i Arts de Barcelona. El 1886 fou nomenat director de la recentment creada Banda Municipal de Barcelona i el mateix any de la també nova Escola Municipal de Música de Barcelona. El 1898 marxà a Sant Sebastià per posar-se al capdavant de la banda Municipal d'aquella ciutat. A principis del segle xx estava a la capital d'Espanya com a professor tenint entre els seus alumnes al basc José Maria Beobide Goiburu. Cap al 1906 es traslladà a Buenos Aires per fer-se càrrec de la direcció artística i de les càtedres i conferències sobre teoria superior, harmonia i composició del Conservatori Thibaud-Piazzini, on va ser professor del qual més tard seria un gran estudiós del folklore argentí Manuel Gómez Carrillo, sense oblidar la composició i la crítica musical, fins a la seva mort, el 1922.
Com a wagnerià, va formar part de la delegació catalana del Patronatverein de Bayreuth, delegació presidida i representada per Joaquim Marsillach; aquest Patronat del Festival de Bayreuth havia estat creat per Richard Wagner per a sufragar el cost de l'estrena de Parsifal.

## El Virolai
L'any 1880, l'any del Mil·lenari de Montserrat, Rodoreda va ser el guanyador del concurs musical que es va celebrar per commemorar les festes. Al concurs s'hi van presentar 68 partitures. S'havia de posar música al Virolai que havia escrit Jacint Verdaguer. Realment, el Virolai de Rodoreda no es convertiria en un símbol fins ben entrat el segle xx i a partir d'aleshores esdevindria no només signe d'espiritualitat, sinó també de catalanisme.
De la seva àmplia producció destaquen Pàtria, sobre elements tradicionals catalans, l'Himne de l'Exposició Universal de Barcelona (1888), l'oratori Las Siete Palabras i l'idil·li dramàtic La nit al bosc per a solistes, cor i orquestra. Deixà també alguns escrits en els quals es mostrà wagnerià fervent.

## Fons personal
El seu fons es conserva al Centre de Documentació de l'Orfeó Català. El fons integra 150 partitures, 141 d'elles són manuscrites i la resta són impreses. També acompanya el fons 2 llibres d'òpera. El total d'obres que conforma són del mateix compositor que dona nom el fons, la majoria d'elles autògrafes. Del repertori musical que es troba entre el seu fons cal destacar música religiosa com misses, himnes, Te Deum, però també hi podem trobar peces sobre folklore basc, òperes, cançons i diverses composicions per a banda. Com a partitures destacades del compositor trobem: La Primavera (1883), per orquestra, l'idil·li dramàtic La nit al bosc, amb text d'Apel·les Mestres (1883), cançons i diverses composicions per a banda.